# Le Fief-Sauvin
Le Fief-Sauvin és un municipi francès situat al departament de Maine i Loira i a la regió de País del Loira. L'any 2007 tenia 1.539 habitants.

## Demografia

### Població
El 2007 la població de fet de Le Fief-Sauvin era de 1.539 persones. Hi havia 580 famílies de les quals 138 eren unipersonals (67 homes vivint sols i 71 dones vivint soles), 154 parelles sense fills, 251 parelles amb fills i 37 famílies monoparentals amb fills.
La població ha evolucionat segons el següent gràfic:
Habitants censats

### Habitatges
El 2007 hi havia 621 habitatges, 584 eren l'habitatge principal de la família, 11 eren segones residències i 26 estaven desocupats. 614 eren cases i 6 eren apartaments. Dels 584 habitatges principals, 485 estaven ocupats pels seus propietaris, 97 estaven llogats i ocupats pels llogaters i 2 estaven cedits a títol gratuït; 18 tenien dues cambres, 77 en tenien tres, 141 en tenien quatre i 349 en tenien cinc o més. 484 habitatges disposaven pel capbaix d'una plaça de pàrquing. A 252 habitatges hi havia un automòbil i a 296 n'hi havia dos o més.

### Piràmide de població
La piràmide de població per edats i sexe el 2009 era:
| Homes | Edats   | Dones |
| ----- | ------- | ----- |
| 0     | 95 o +  | 4     |
| 0     | 90 a 94 | 4     |
| 0     | 85 a 89 | 16    |
| 16    | 80 a 84 | 4     |
| 12    | 75 a 79 | 28    |
| 28    | 70 a 74 | 44    |
| 40    | 65 a 69 | 28    |
| 36    | 60 a 64 | 56    |
| 20    | 55 a 59 | 16    |
| 40    | 50 a 54 | 28    |
| 52    | 45 a 49 | 36    |
| 76    | 40 a 44 | 80    |
| 64    | 35 a 39 | 44    |
| 64    | 30 a 34 | 40    |
| 28    | 25 a 29 | 40    |
| 60    | 20 a 24 | 40    |
| 80    | 15 a 19 | 72    |
| 48    | 10 a 14 | 44    |
| 44    | 5 a 9   | 28    |
| 44    | 0 a 4   | 28    |

## Economia
El 2007 la població en edat de treballar era de 982 persones, 792 eren actives i 190 eren inactives. De les 792 persones actives 755 estaven ocupades (438 homes i 317 dones) i 37 estaven aturades (13 homes i 24 dones). De les 190 persones inactives 83 estaven jubilades, 70 estaven estudiant i 37 estaven classificades com a «altres inactius».

### Ingressos
El 2009 a Le Fief-Sauvin hi havia 625 unitats fiscals que integraven 1.662,5 persones, la mediana anual d'ingressos fiscals per persona era de 15.153 €.

### Activitats econòmiques
Dels 37 establiments que hi havia el 2007, 1 era d'una empresa alimentària, 1 d'una empresa de fabricació d'altres productes industrials, 10 d'empreses de construcció, 6 d'empreses de comerç i reparació d'automòbils, 1 d'una empresa d'hostatgeria i restauració, 3 d'empreses financeres, 2 d'empreses immobiliàries, 9 d'empreses de serveis, 1 d'una entitat de l'administració pública i 3 d'empreses classificades com a «altres activitats de serveis».
Dels 10 establiments de servei als particulars que hi havia el 2009, 1 era un paleta, 1 guixaire pintor, 1 fusteria, 3 lampisteries, 2 empreses de construcció i 2 perruqueries.
Dels 2 establiments comercials que hi havia el 2009, 1 era una botiga de menys de 120 m² i 1 una fleca.
L'any 2000 a Le Fief-Sauvin hi havia 58 explotacions agrícoles que ocupaven un total de 2.538 hectàrees.

## Equipaments sanitaris i escolars
El 2009 hi havia una escola elemental.

## Poblacions més properes
El següent diagrama mostra les poblacions més properes.